# Alue Leuhob (Woyla Barat)
Alue Leuhob is een bestuurslaag in het regentschap Aceh Barat van de provincie Atjeh, Indonesië. Alue Leuhob telt 167 inwoners (volkstelling 2010).